# MSA Safety

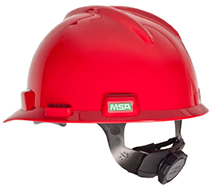
Ein Schutzhelm von MSA

MSA Safety Incorporated (früher: Mine Safety Appliances) mit Hauptsitz in Cranberry Township im US-Bundesstaat Pennsylvania ist ein Hersteller von Sicherheitstechnik für die hauptsächliche Anwendung in Rettungsdiensten und Industrien mit besonderem Gefährdungspotential, beispielsweise dem Bergbau und der öl- und gasfördernden Industrie.

## Geschichte
MSA wurde 1914 durch den Bergbauingenieur John T. Ryan Senior und seinen Kollegen George H. Deike gegründet. Als auslösendes Moment für die Unternehmensgründung gilt ein Minenunglück in West Virginia 1912, das durch die Entzündung von Schlagwetter herbeigeführt wurde und über 80 Männer das Leben kostete. In Zusammenarbeit mit Thomas Alva Edison entwickelten die Gründer eine elektrische Helmlampe mit Akkubetrieb, die den Gebrauch gefährlicherer Grubenlampen mit offener Flamme ablösen sollte. Edison wird die Aussage zugeschrieben, von all seinen Erfindungen hätte diese der Menschheit am meisten genützt. Heute vertreibt MSA eine Vielzahl von Ausrüstungsgegenständen für den Selbstschutz in gefährlichen Umgebungen, darunter Atemschutzausrüstungen, Systeme für die Absturzsicherung, Messtechnik und Artikel für den Kopf-, Augen- und Gehörschutz. Im Jahr 2002 wurde das französische Unternehmen CGF Gallet, der Entwickler des populären Gallet F1-Feuerwehrhelms, übernommen. Die ehemalige Auergesellschaft ist heute ebenfalls Teil der MSA-Gruppe.